# Hallianthus planus
Hallianthus planus är en isörtsväxtart som först beskrevs av L. Bol., och fick sitt nu gällande namn av H.E.K. Hartmann. Hallianthus planus ingår i släktet Hallianthus och familjen isörtsväxter. Inga underarter finns listade i Catalogue of Life.

## Bildgalleri

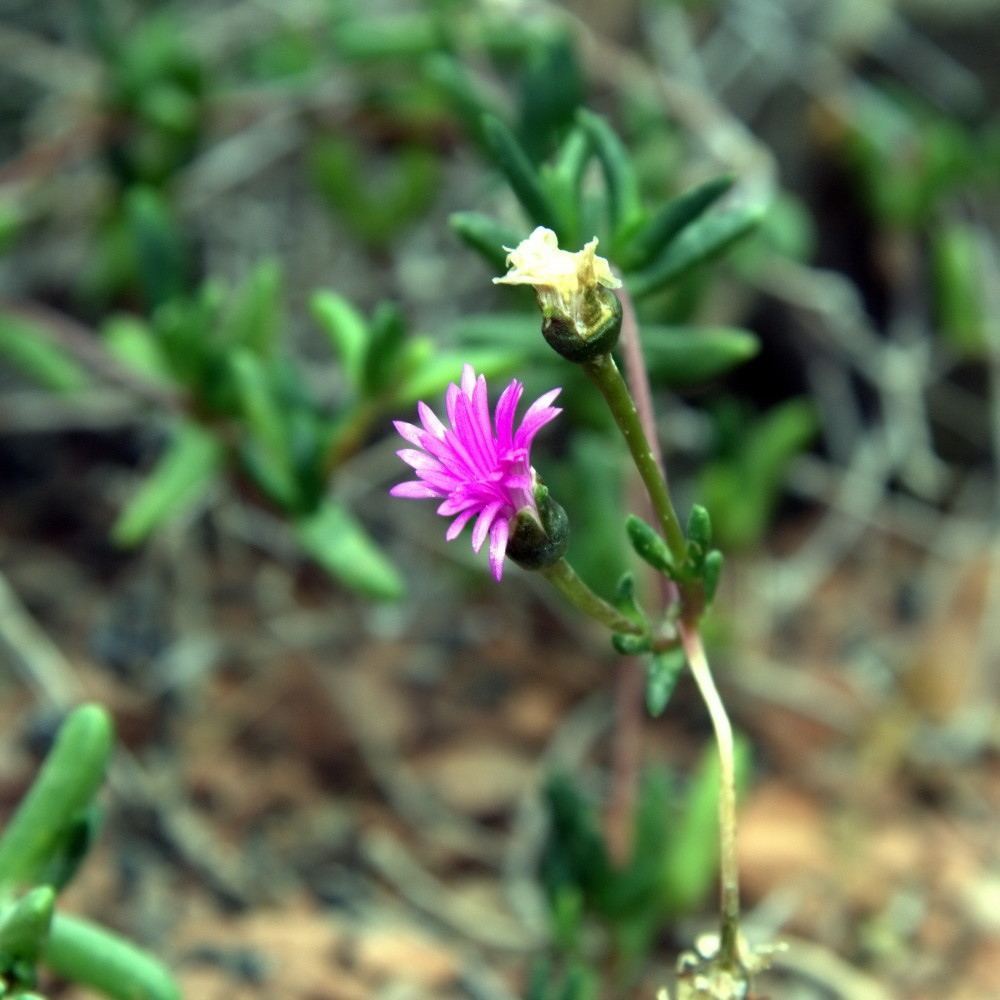